# ری براون
ری براون (انگلیسی: Ray Brown؛ ۱۳ اکتبر ۱۹۲۶ – ۲ ژوئیهٔ ۲۰۰۲) یک موسیقی‌دان و نوازنده کنترباس و ویولنسل سبک جاز آمریکایی بود. وی به خاطر همکاری با اسکار پترسون و الا فیتزجرالد شهرت دارد.